# Distretto di Arbon
Il distretto di Arbon è un distretto del Canton Turgovia, in Svizzera. Confina con i distretti di Bischofszell a ovest e di Kreuzlingen a nord-ovest, con la Germania (landkreis di Bodenseekreis nel Baden-Württemberg e di Lindau in Baviera) a est (oltre il Lago di Costanza), con l'Austria (distretto di Bregenz nel Vorarlberg) a est (un punto nel Lago di Costanza al confine tra i tre stati) e con il Canton San Gallo (distretti di Rorschach e di San Gallo) a sud. Il capoluogo è Arbon.

## Comuni
Amministrativamente è diviso in 12 comuni:
- Amriswil
- Arbon
- Dozwil
- Egnach
- Hefenhofen
- Horn
- Kesswil
- Roggwil
- Romanshorn
- Salmsach
- Sommeri
- Uttwil